# Anastasia (1956)
Anastasia ist ein US-amerikanisches Filmdrama des Regisseurs Anatole Litvak aus dem Jahr 1956. Grundlage des Drehbuchs bildete das gleichnamige Bühnenstück von Marcelle Maurette. Deutschland-Premiere des in Cinemascope gedrehten Films war am 22. Februar 1957.

## Handlung
Paris um 1920: Eine Gruppe russischer Emigranten trifft Anna, eine junge verwirrte Frau, die der Zarentochter Anastasia ähnlich sieht. Die Russen wollen Anna dazu bewegen, sich öffentlich als Anastasia auszugeben, und dadurch an das Geld kommen, das der ermordete Zar einst auf einer englischen Bank deponiert hatte. Der Wortführer der Russen, General Bounine, lehrt die Frau Benehmen und Auftreten einer Zarentochter; ihr wird alles über Anastasias Kindheit beigebracht.
Nach der Schulung wird Anna verschiedenen Leuten vorgestellt, die Anastasia kannten. Nur ein Teil der Gäste bestätigt, dass die junge Frau Anastasia sei. Um daher glaubwürdige Anerkennung zu bekommen, reist General Bounine mit ihr nach Dänemark. In Kopenhagen soll sie die Zarenmutter Maria Feodorovna, ihre angebliche Großmutter, treffen. Anfangs weigert sich diese, eine weitere möglicherweise falsche Enkelin zu treffen. General Bounine nutzt die Gunst ihrer Hofdame, um doch ein Treffen zu arrangieren. Zunächst glaubt die Zarenmutter nicht, ihre Enkelin vor sich zu haben. Als Anna/Anastasia jedoch hustet, erinnert sich die Zarenmutter daran, dass auch Anastasia in ihrer Kindheit immer gehustet hat, wenn sie aufgeregt oder nervös war.
In der Zwischenzeit hat Prinz Paul vor, die hübsche Anastasia zu heiraten. Der als Glücksritter bekannte Prinz hat es auch auf das Geld der Zarentochter abgesehen. Auf einem Ball soll die Verlobung zwischen Paul und Anastasia von der Zarenmutter verkündet werden. Doch Anastasia kommen Zweifel, ob Paul sie wirklich liebt oder er es nur auf das Geld abgesehen hat, das ihr in Aussicht steht. Anastasia erkennt, dass Arme wissen, ob sie um ihrer selbst willen geliebt werden oder nicht. Gleichzeitig will sich General Bounine von der Zarenmutter verabschieden, da er über die Verlobung unglücklich ist. Sie bittet ihn, noch im grünen Zimmer zu warten. Als die Zarenmutter anschließend mit Anastasia spricht, erkennt sie, dass Anastasia nicht Paul liebt, sondern General Bounine. Sie schickt sie daher ins grüne Zimmer. Als der Ball beginnen soll, sind Anastasia und General Bounine verschwunden.
Paul meint, dass Anastasia nun doch nicht die echte gewesen sei, die Zarenmutter entgegnet darauf: „War sie’s nicht?“ Sie will daher verkünden, dass das Spiel aus sei und dass die Herrschaften nach Hause gehen mögen.

## Hintergrund
Die historische Person Anna Anderson war nach 1920 mit der Behauptung aufgetreten, sie sei die Zarentochter Anastasia Nikolajewna Romanowa, die die Ermordung ihrer Familie durch die Bolschewiki 1918 überlebt habe.
Der Film bedeutete das Hollywood-Comeback von Ingrid Bergman, die wegen ihrer Liebesbeziehung zu dem anfangs noch mit einer anderen Frau verheirateten Roberto Rossellini von US-Produzenten viele Jahre nicht mehr besetzt worden war. Die Filmbauten stammen von Andrej Andrejew. Die Kostüme entwarf René Hubert.
Ebenfalls 1956 erschien der von Falk Harnack gedrehte deutsche Film Anastasia, die letzte Zarentochter mit Lilli Palmer in der Titelrolle. Im Gegensatz zu Anatole Litvaks Spielfilm von 1956 geht er von einer tatsächlich überlebenden Zarentochter aus. 1986 erschien Anastasia (1986), Regie Marvin J. Chomsky. Weiter existiert ein 1997 produzierter US-amerikanischer Zeichentrickfilm Anastasia.

## Kritiken
„Als romantisches Drama am Rande der Weltgeschichte inszeniert; psychologisch interessant und ausgezeichnet gespielt“, befand der film-dienst. Überhaupt biete der Film „Unterhaltung auf hohem Niveau“. Für Cinema war Anastasia ein „Melodram mit einer großartigen Ingrid Bergman als Zarentochter“. Es sei „[r]omantisch und verschwenderisch schön“.
Der Filmkritiker Leonard Maltin meinte, die „geniale Besetzung“ mache den Film „bemerkenswert“.

## Auszeichnungen

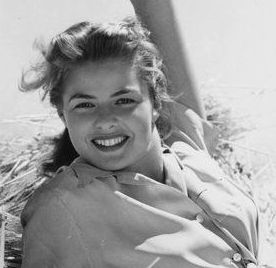
Gewann den Oscar für ihre Schauspielleistung: Ingrid Bergman (1945)

Bei der Oscarverleihung 1957 wurde Ingrid Bergman in der Kategorie Beste Hauptdarstellerin mit ihrem zweiten Oscar nach Das Haus der Lady Alquist (1944) ausgezeichnet. Nominiert war Anastasia zudem in der Kategorie Beste Filmmusik (Alfred Newman).
Bei den Golden Globe Awards 1957 war sowohl Ingrid Bergman als auch Helen Hayes für Anastasia in der Kategorie Beste Hauptdarstellerin – Drama nominiert. Bergman konnte sich am Ende durchsetzen. Sie gewann außerdem einen Preis des New York Film Critics Circle als Beste Hauptdarstellerin.
Yul Brynner erhielt für seine Rolle des General Bounine einen Preis des National Board of Review als Bester Hauptdarsteller.

## Synchronisation
| Rolle                 | Darsteller      | Synchronsprecher |
| --------------------- | --------------- | ---------------- |
| Anna / Anastasia      | Ingrid Bergman  | Eleonore Noelle  |
| General Bounine       | Yul Brynner     | Klaus Miedel     |
| Maria Feodorovna      | Helen Hayes     | Roma Bahn        |
| Chernov               | Akim Tamiroff   | Bum Krüger       |
| Baronin von Livenbaum | Martita Hunt    | Friedel Schuster |
| Chamberlain           | Felix Aylmer    | Otto Stoeckel    |
| Piotr Petrovin        | Sacha Pitoëff   | Gerd Martienzen  |
| Prinz Paul            | Ivan Desny      | Ivan Desny       |
| Irina Lissemskaia     | Natalie Schafer | Tilly Lauenstein |
| Mikhail Vlados        | Karel Štěpánek  | Konrad Wagner    |
| Maxime                | Katherine Kath  | Gisela Trowe     |
| von Drivnitz          | Eric Pohlmann   | Walter Bluhm     |
| Grischa               | Peter Sallis    | Hugo Schrader    |
| Xenia                 | Tamara Shayne   | Ursula Krieg     |